# Konrad Laimer
Konrad Laimer (født 27. maj 1997) er en østrigsk professionel fodboldspiller, som spiller for Bundesliga-klubben Bayern München og Østrigs landshold.

## Klubkarriere

### Red Bull Salzburg og FC Liefering
Laimer gjorde sin professionelle debut for Red Bull-feederklubben FC Liefering i maj 2014, og gjorde sin debut for Red Bull Salzburg i september samme år. Mellem 2014-16 spillede Laimer for både Liefering og Salzburg, dog hovedsageligt for Salzburg.
I sin tid hos Salzburg var Laimer med til at vinde den østrigske Bundesliga og den østrigske pokaltunering 3 gange. Laimer blev i 2016-17 sæsonen kåret til årets spiller i den østrigske Bundesliga som den yngste spiller nogensinde.

### RB Leipzig
Laimer fortsatte i Red Bull-systemet, da han i juni 2017 skiftede til RB Leipzig. Han etablerede sig med det samme som en fast spiller på holdet, og var med til at vinde DFB-Pokalen to gange i sin tid hos klubben. I juni 2023 annoncerede Laimer, at han ville forlade klubben ved kontraktudløb.

### Bayern München
Laimer skiftede i juni 2023 til Bayern München på en fri transfer.

## Landsholdskarriere

### Ungdomslandshold
Laimer har spillet for Østrig på samtlige ungdomsniveauer.

### Seniorlandshold
Laimer debuterede for Østrigs seniorlandshold den 7. juni 2019. Han var del af Østrigs trup til EM 2020.

## Titler
Red Bull Salzburg
- Østrigske Bundesliga: 3 (2014-15, 2015-16, 2016-17)
- ÖFB-Cup: 3 (2014-15, 2015-16, 2016-17)

RB Leipzig
- DFB-Pokal: 2 (2021-22, 2022-23)

Individuelle
- Østrigske Bundesliga Årets spiller: 1 (2017)
- Red Bull Salzburg Årets spiller: 1 (2016-17)
- UEFA Europa League Sæsonens hold: 1 (2021-22)